# Kann denn Schwachsinn Sünde sein …?
Kann denn Schwachsinn Sünde sein…? ist eine Kompilation der österreichischen Band Erste Allgemeine Verunsicherung. Sie erschien im Oktober 1988 bei EMI.

## Entstehung und Veröffentlichung
Zum zehnten Jubiläum der Bandgründung wurde eine Kompilation mit Hits und Raritäten zusammengestellt. Sie wurde von Peter Müller in der Soundmill Vienna produziert und gemastert. Der Titel ist eine Anspielung auf das Chanson Kann denn Liebe Sünde sein? von Zarah Leander. Kann denn Schwachsinn Sünde sein...? ist auch der Name eines neuen Stücks auf der Kompilation, das als Single ausgekoppelt wurde und mehrere Hits der Band in einem Medley verarbeitet. Die CD-Auflage der Kompilation ist gegenüber den Doppel-LP- und Doppel-MC-Auflagen um zwei Stücke gekürzt.

## Titelliste

### LP/MC 1
1. Kann denn Schwachsinn Sünde sein...? – 4:58
2. Rapunzel, die Erste – 0:28
3. Go, Karli Go – 3:37 (von À la carte, 1984)
4. Only Du (Live, irgendwann, irgendwo in Tschörmanie) – 6:02 (Original auf Café Passé, 1981)
5. Prmft-Bubub – 0:11
6. Tanz Tanz Tanz (No Future Lutscher Version) – 3:52 (nicht auf CD; Original auf Spitalo Fatalo, 1983)
7. Wien, Wien nur Du allein – 0:52
8. Schweinefunk (Live, irgendwann, irgendwo in Tschörmanie) – 4:49 (Original auf À la carte, 1984)
9. Rapunzel, die Zweite – 0:28
10. Liebelei (The Pickel King from Ottakring Version) – 3:40 (Original auf À la carte, 1984)
11. Afrika (Maxi, Quasi in Mombasi-Mix) – 5:00 (Original auf Spitalo Fatalo, 1983)
12. Die Grütze – 0:32
13. Oh Bio Mio – 3:48 (von À la carte, 1984)
14. Alp Rap (Elch Version) – 3:19 (Original auf Spitalo Fatalo, 1983)

### LP/MC 2
1. Ba-Ba-Bankrobbery (Maxi) – 4:56 (Original auf Geld oder Leben!, 1985)
2. Rapunzel, die Dritte – 0:27
3. Helden (Wyatt Erpel Version) – 4:11 (Original auf Geld oder Leben!, 1985)
4. Adam und Eva – 0:19
5. Küss’ die Hand, schöne Frau (Hardcore-Maxi) – 5:38 (Original auf Liebe, Tod & Teufel, 1987)
6. Heimatlied – wir marschieren – 3:57 (Original auf Café Passé, 1981)
7. Der Gourmet – 0:23
8. Drei verlebte Pinguine – 0:36
9. Küss’ die Hand, Herr Kerkermeister (live) – 5:53 (Original auf Geld oder Leben!, 1985)
10. Die Liebe – 0:24
11. Es wird Heller – 3:15 (von Spitalo Fatalo, 1983)
12. Burli (Radioaktiv-Mix) – 5:38 (nicht auf CD; Original auf Liebe, Tod & Teufel, 1987)
13. Wann man geh’n muß – 1:04
14. Morgen fang ich ein neues Leben an (Live, irgendwann, irgendwo in Tschörmanie) – 3:40 (Original auf Geld oder Leben!, 1985)
15. Rapunzel, die Vierte – 0:38

## Rezeption
Auf Rate Your Music erhielt die Kompilation eine Durchschnittswertung von 3,69 von 5 Punkten.

## Kommerzieller Erfolg

### Chartplatzierungen
| ChartsChartplatzierungen | Höchstplatzierung | Wochen/ Monate |
| ------------------------ | ----------------- | -------------- |
| Deutschland (GfK)        | 13 (15 Wo.)       | 15 Wo.         |
| Österreich (Ö3)          | 2 (3,5 Mt.)       | 3,5 Mt.        |
| Schweiz (IFPI)           | 15 (8 Wo.)        | 8 Wo.          |

| ChartsJahrescharts (1989) | Platzierung |
| ------------------------- | ----------- |
| Deutschland (GfK)         | 86          |

### Auszeichnungen für Musikverkäufe
Bis 1989 wurde sie 800.000 Mal verkauft, erhielt Platin in Österreich und Gold in Deutschland
| Land/Region        | Auszeichnungen für Musikverkäufe (Land/Region, Auszeichnung, Verkäufe) | Verkäufe |
| ------------------ | ---------------------------------------------------------------------- | -------- |
| Deutschland (BVMI) | Gold                                                                   | 250.000  |
| Österreich (IFPI)  | Platin                                                                 | 50.000   |
| Schweiz (IFPI)     | Gold                                                                   | 25.000   |
| Insgesamt          | 2× Gold · 1× Platin ·                                                  | 325.000  |